# John Rogan
John William Rogan (Hendersonville, 16 febbraio 1868 – Gallatin, 12 settembre 1905) è stato un mercante statunitense che con i suoi 267 cm l'afroamericano più alto del mondo e la seconda persona più alta della storia dopo Robert Pershing Wadlow.

## Biografia
John William Rogan nasce nella Contea di Sumner, in Tennessee (USA). È il quarto di 12 figli, il suo necrologio dichiara la sua data di nascita nel 1868, ma il censimento sposterebbe la data di nascita intorno al 1865/1866. Rogan era un bambino di dimensioni normali fino all'età di 13 anni, quando cominciò a crescere molto rapidamente, questa sua crescita esponenziale fu accompagnata dall'anchilosi, malattia che gli fuse le articolazioni delle ginocchia e delle anche e gli rese impossibile camminare o stare in piedi.
Rogan rimase nella sua città natale e rifiutò le varie offerte per carnevali e altri spettacoli che gli furono proposte. Nel 1882, con l'avanzare della malattia e la successiva difficoltà nel muoversi autonomamente, Rogan costruì un carretto trainato da due capre per facilitare i suoi spostamenti. Nel 1899, all'età di 31 anni, la sua altezza era presumibilmente di 259 cm e molto spesso appariva sui giornali soprannominato come il "Gigante Negro". Inoltre era molto spesso al centro dell'attenzione grazie alla sua voce profonda e al suo atteggiamento giocoso. 
Rogan divenne un lavoratore autonomo ed ogni giorno si dirigeva con il suo carretto verso il deposito ferroviario Louisville & Nashville nella contea di Gallatin, vendendo cartoline raffiguranti la propria immagine ai viaggiatori della ferrovia. Continuò a crescere fino al giorno del suo decesso avvenuto il 12 settembre 1905 all'età di 37 anni per anchilosi. Solo dopo la sua morte fu possibile riscontrare una misurazione veritiera. Rogan era alto 269 cm e pesava solamente 79 kg, le sue mani misuravano 28 cm di lunghezza ed i suoi piedi misuravano 33 cm. Il suo corpo fu sepolto nel giardino di famiglia e la bara fu coperta da cemento armato per evitare possibili riesumazioni da parte di scienziati curiosi interessati a studiarne il corpo.